# Дойче-Банк-Сентер
Дойче-Банк-Сентер (англ. Deutsche Bank Center) — двухбашенный многофункциональный комплекс в Мидтауне Манхэттена. Дойче-Банк-Сентер расположен по адресу Коламбус-сёркл, 10, к юго-западу от Центрального парка. Проект комплекса был разработан архитекторами Дэвидом Чайлдсом и Мустафой Абаданом из архитектурного бюро WSP Group. Застройщиками выступили компании AREA Property Partners и The Related Companies.

## История
В 1956 году на месте Дойче-Банк-Сентра был возведён Нью-Йоркский колизей. Его собственником являлась транспортная компания MTA. Несмотря на то, что колизей был снесён лишь в 2000 году, первый проект постройки небоскрёба на его месте появился ещё в конце 1980-х годов. На освоение территории, где располагался колизей, был объявлен конкурс. В нём победила заявка Мортимера Цукермана из Boston Properties, предлагавшая возведение двух 63-этажных небоскрёбов по проекту Моше Сафди. Среди участников конкурса был Дональд Трамп, предложивший возвести 137-этажный небоскрёб высотой 488 метров; на тот момент он стал бы высочайшим в мире. Заявленная цена застройки составляла 455 млн $, комплекс должен был стать головным офисом корпорации Salomon Brothers. Однако проект вызвал недовольство общественности: основной претензией к нему было то, что здания затмили бы собой Центральный парк. Среди активных противников проекта была Жаклин Кеннеди. Проект был отменён, и вместо него архитекторами бюро WSP Group был разработан новый, стоимостью 357 млн $. Этажность была снижена до 52 этажей, а высота — до 230 метров. Строительство комплекса велось с 2000 по 2003 год. На момент открытия Дойче-Банк-Сентер был самым крупным строительным объектом, возведённым с момента террористических атак 11 сентября 2001 года. Несмотря на некоторую внешнюю схожесть с бывшими башнями ВТЦ, застройщик назвал её непреднамеренной.

## Архитектура и аренда
Фасад комплекса выходит непосредственно на площадь Коламбус-Серкл и повторяет её очертания. Совокупная площадь его помещений составляет 260 000 м². В Дойче-Банк-Сентре имеются жилые, офисные и коммерческие площади. Также в нём расположен пятизвёздочный отель Мандарин-Ориентал. В атриумах на первых этажах комплекса имеются элитные магазины. Одним из арендаторов комплекса является телеканал CNN.

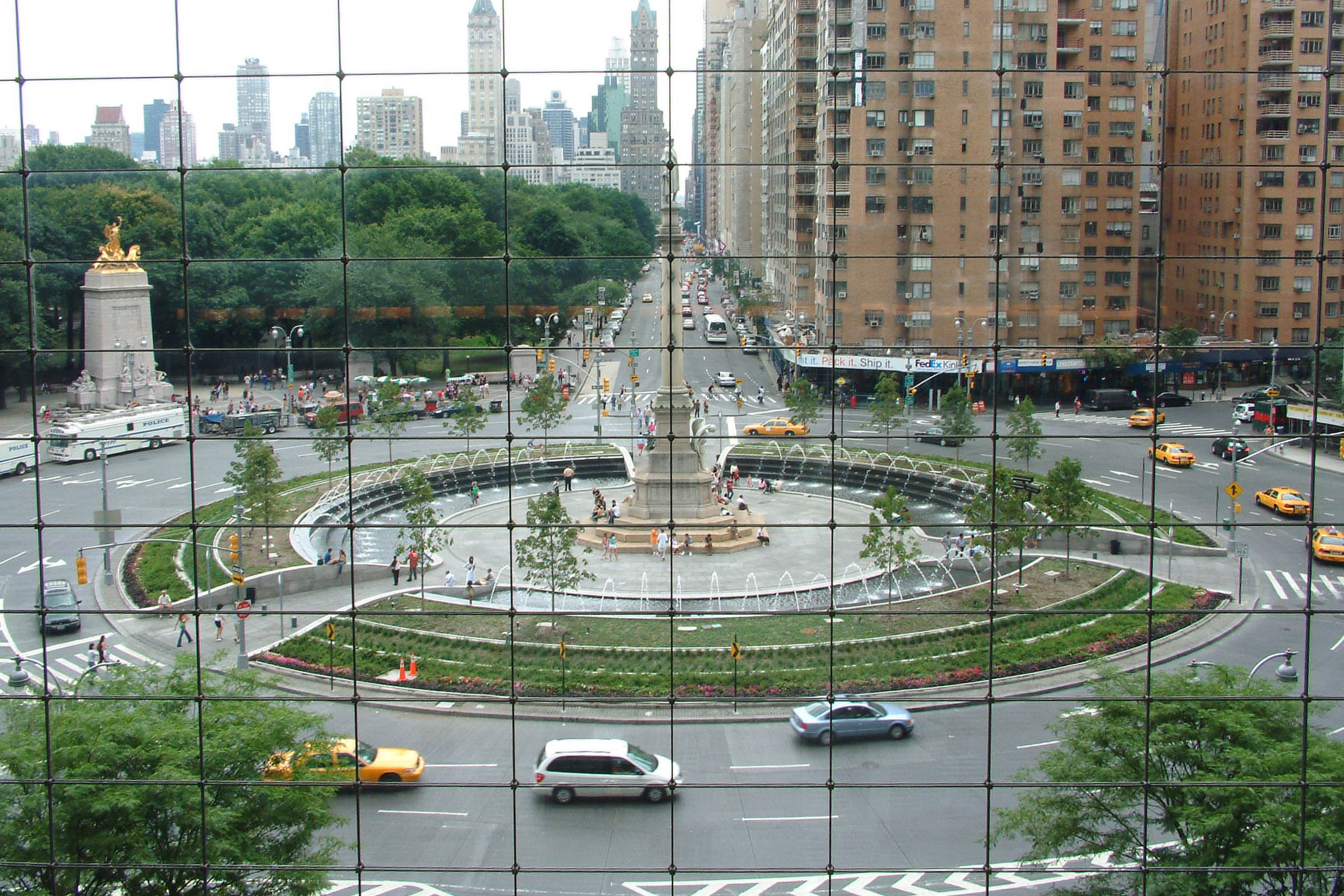
Вид на площадь с 3-го этажа фойе
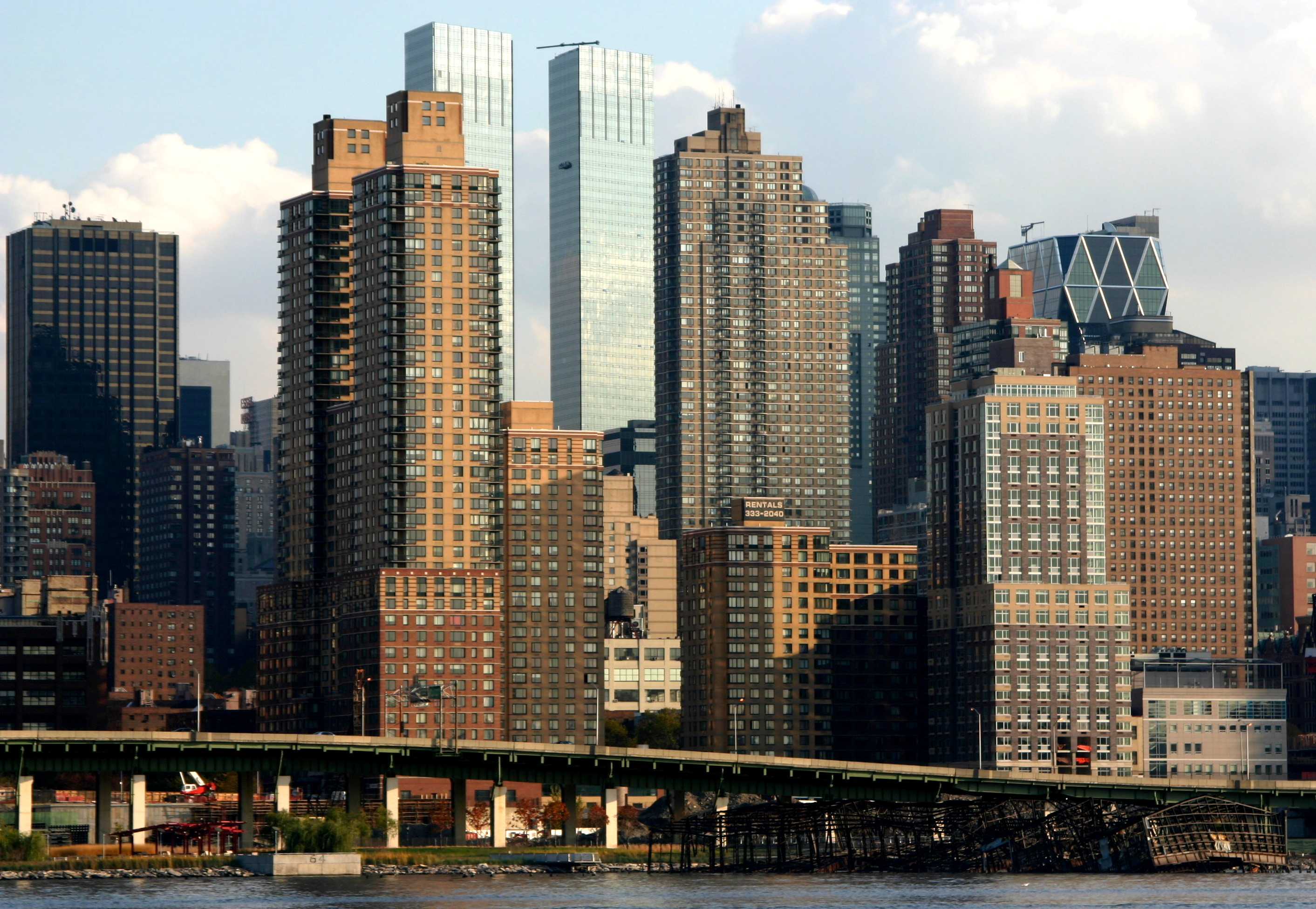
Дойче-Банк-Сентер в силуэте Нью-Йорка